# Tormentilmineermot
De tormentilmineermot (Stigmella poterii) is een vlinder uit de familie dwergmineermotten (Nepticulidae). De wetenschappelijke naam is voor het eerst geldig gepubliceerd in 1857 door Stainton.
De soort komt voor in Europa.